# ستيف ماك إيوان
ستيف ماك إيوان (بالإنجليزية: Steve McEwan)‏ هو كاتب أغاني بريطاني، ولد في القرن العشرين في المملكة المتحدة.

## وصلات خارجية
- ستيف ماك إيوان على موقع ميوزك برينز (الإنجليزية)
- ستيف ماك إيوان على موقع أول ميوزيك (الإنجليزية)
- ستيف ماك إيوان على موقع ديسكوغز (الإنجليزية)